# 일본 프로 야구 최다 세이브 투수
일본 프로 야구에서 최다 세이브 투수(일본어: 最多セーブ投手)는 투수 부문 타이틀 중의 하나이며 시즌을 통해 세이브를 가장 많이 기록한 선수에게 주어진다.

## 개요
1974년에 센트럴·퍼시픽 양대 리그에서 제정된 ‘최다 세이브 투수’(最多セーブ投手)라는 명칭으로 당초에는 세이브수만으로 시상을 하고 있었다. 그러나 당시의 구원 투수는 2이닝 이상, 경우에 따라서는 3이닝에서 5이닝 던지는 것과 동점인 상황에서 기용이 드물지 않아 승리 투수가 되는 경우도 많이 있었다. 그 때문인지 세이브수만으로 구원 투수를 평가하는 것이 당시 마무리 투수의 기용법이 실정에 맞지 않았다는 이유로 세이브수와 구원승수를 맞춘 세이브 포인트(SP)수에 의한 시상으로 변경돼 명칭도 ‘최우수 구원 투수’(最優秀救援投手)로 변경하는 등 센트럴 리그에서는 1976년부터, 퍼시픽 리그에서는 1977년부터 시상하기 시작하였다.
그 후 1974년부터 계속되고 있던 ‘연장전 없음’이라는 규정이 1988년에 양대 리그에서 폐지됨에 따라 구원 투수를 기용하는 방식도 점차 변화하여 해마다 동점인 상황에서 마무리 투수가 투입하는 경우는 줄어들었다. 거기에 더해 1990년대 중반 100개의 공을 던지는 기준에 선발 투수를 교체시키는 경향이 강해지면서 프로 야구 전체로 완투를 하는 투수의 수가 해마다 감소되었고 상황에 따른 치밀한 중간 계투의 기용하는 방식이 확립돼 세이브를 확보할 수 있는 기회에서 마무리 투수의 등판 횟수가 이전보다 증가하게 됐다.
그리고 1990년대 후반 마무리 투수의 등판은 경기의 마지막 이닝, 세이브가 연결되는 상황에서의 1이닝으로 한정되는 방향이 강해져 2000년경에는 전체 12개 구단이 기본적으로 마무리 투수를 세이브가 연결되는 상황에서의 마지막 이닝인 1이닝으로 한정해서 기용하게 됐다. 그 때문에 마무리 투수의 구원승 대부분이 구원에 실패하는 부산물이 됐기 때문에 2005년부터 다시 세이브수만으로 시상을 실시하기로 결정, 명칭도 ‘최다 세이브 투수’로 변경됐다.
따라서 구원 투수를 최우수 구원 투수로서 시상하고 있었던 시절에는 리그 최다 SP투수(=최우수 구원 투수)와 리그 최다 세이브 투수가 다른 것도 드물지 않았다. 그 때문에 당시 선수에 관해서 최다 세이브 투수라는 호칭을 사용하는데는 주의가 필요하여 최우수 구원 투수와 같은 의미의 최다 세이브 투수라는 호칭을 사용하는 것이 적당하다고는 말할 수 없다. 참고로 당시 리그 최다 세이브를 기록한 투수에게 시상은 없었지만 파이어맨상이라는 예외가 있다.

## 역대 수상자
센트럴 리그에서는 1976년부터 2004년까지, 퍼시픽 리그는 1977년부터 2004년까지 정규 시즌을 통해서 세이브 포인트를 가장 많이 기록한 투수를 ‘최우수 구원 투수’라는 명칭으로 시상하고 있으며 그 외에는 정규 시즌에서 세이브를 가장 많이 올린 투수를 ‘최다 세이브 투수’라는 명칭으로 시상하고 있다.

### 최우수 구원 투수
| 연도 | 센트럴 리그       | 센트럴 리그            | 센트럴 리그 | 퍼시픽 리그       | 퍼시픽 리그              | 퍼시픽 리그 |
| 연도 | 성명              | 소속                   | SP          | 성명              | 소속                     | SP          |
| ---- | ----------------- | ---------------------- | ----------- | ----------------- | ------------------------ | ----------- |
| 1976 | 스즈키 다카마사   | 주니치 드래건스        | 32          |                   |                          |             |
| 1977 | 스즈키 다카마사   | 주니치 드래건스        | 23          | 에나쓰 유타카     | 난카이 호크스            | 22          |
| 1978 | 니우라 히사오     | 요미우리 자이언츠      | 25          | 야마구치 다카시   | 한큐 브레이브스          | 26          |
| 1979 | 에나쓰 유타카     | 히로시마 도요 카프     | 31          | 가네시로 모토야스 | 난카이 호크스            | 20          |
| 1980 | 에나쓰 유타카     | 히로시마 도요 카프     | 30          | 가네시로 모토야스 | 난카이 호크스            | 19          |
| 1981 | 스미 미쓰오       | 요미우리 자이언츠      | 28          | 에나쓰 유타카     | 닛폰햄 파이터스          | 28          |
| 1982 | 야마모토 가즈유키 | 한신 타이거스          | 40          | 에나쓰 유타카     | 닛폰햄 파이터스          | 37          |
| 1983 | 사이토 아키오     | 요코하마 다이요 웨일스 | 32          | 모리 시게카즈     | 세이부 라이온스          | 39          |
| 1984 | 야마모토 가즈유키 | 한신 타이거스          | 34          | 야마오키 유키히코 | 한큐 브레이브스          | 25          |
| 1985 | 나카니시 기요오키 | 한신 타이거스          | 30          | 이시모토 요시아키 | 긴테쓰 버펄로스          | 26          |
| 1986 | 사이토 아키오     | 요코하마 다이요 웨일스 | 28          | 이시모토 요시아키 | 긴테쓰 버펄로스          | 40          |
| 1987 | 가쿠 겐지         | 주니치 드래건스        | 30          | 우시지마 가즈히코 | 롯데 오리온스            | 26          |
| 1988 | 가쿠 겐지         | 주니치 드래건스        | 44          | 요시이 마사토     | 긴테쓰 버펄로스          | 34          |
| 1989 | 쓰다 쓰네미       | 히로시마 도요 카프     | 40          | 이노우에 유지     | 후쿠오카 다이에 호크스   | 27          |
| 1990 | 요다 쓰요시       | 주니치 드래건스        | 35          | 가토리 요시타카   | 세이부 라이온스          | 27          |
| 1991 | 오노 유타카       | 히로시마 도요 카프     | 32          | 다케다 가즈히로   | 닛폰햄 파이터스          | 22          |
| 1992 | 사사키 가즈히로   | 요코하마 다이요 웨일스 | 33          | 아카호리 모토유키 | 긴테쓰 버펄로스          | 32          |
| 1993 | 이시게 히로시     | 요미우리 자이언츠      | 36          | 아카호리 모토유키 | 긴테쓰 버펄로스          | 32          |
| 1994 | 다카쓰 신고       | 야쿠르트 스왈로스      | 27          | 아카호리 모토유키 | 긴테쓰 버펄로스          | 33          |
| 1995 | 사사키 가즈히로   | 요코하마 베이스타스    | 39          | 히라이 마사후미   | 오릭스 블루웨이브        | 42          |
| 1996 | 사사키 가즈히로   | 요코하마 베이스타스    | 29          | 아카호리 모토유키 | 긴테쓰 버펄로스          | 30          |
| 1996 | 사사키 가즈히로   | 요코하마 베이스타스    | 29          | 나리모토 도시히데 | 지바 롯데 마린스         | 30          |
| 1997 | 사사키 가즈히로   | 요코하마 베이스타스    | 41          | 아카호리 모토유키 | 긴테쓰 버펄로스          | 33          |
| 1998 | 사사키 가즈히로   | 요코하마 베이스타스    | 46          | 오쓰카 아키노리   | 긴테쓰 버펄로스          | 38          |
| 1999 | 다카쓰 신고       | 야쿠르트 스왈로스      | 31          | 브라이언 워런     | 지바 롯데 마린스         | 31          |
| 2000 | 에디 겔러드       | 주니치 드래건스        | 36          | 로드니 페드라자   | 후쿠오카 다이에 호크스   | 38          |
| 2001 | 다카쓰 신고       | 야쿠르트 스왈로스      | 37          | 로드니 페드라자   | 후쿠오카 다이에 호크스   | 38          |
| 2002 | 에디 겔러드       | 주니치 드래건스        | 35          | 도요다 기요시     | 세이부 라이온스          | 44          |
| 2003 | 다카쓰 신고       | 야쿠르트 스왈로스      | 36          | 도요다 기요시     | 세이부 라이온스          | 40          |
| 2004 | 이가라시 료타     | 야쿠르트 스왈로스      | 42          | 미세 고지         | 후쿠오카 다이에 호크스   | 32          |
| 2004 | 이가라시 료타     | 야쿠르트 스왈로스      | 42          | 요코야마 유키야   | 홋카이도 닛폰햄 파이터스 | 32          |

### 최다 세이브 투수
| 연도 | 센트럴 리그       | 센트럴 리그              | 센트럴 리그 | 퍼시픽 리그       | 퍼시픽 리그                | 퍼시픽 리그 |
| 연도 | 성명              | 소속                     | 세이브      | 성명              | 소속                       | 세이브      |
| ---- | ----------------- | ------------------------ | ----------- | ----------------- | -------------------------- | ----------- |
| 1974 | 호시노 센이치     | 주니치 드래건스          | 10          | 사토 미치오       | 난카이 호크스              | 13          |
| 1975 | 스즈키 다카마사   | 주니치 드래건스          | 21          | 무라타 조지       | 롯데 오리온스              | 13          |
| 1976 |                   |                          |             | 사토 미치오       | 난카이 호크스              | 16          |
| 2005 | 이와세 히토키     | 주니치 드래건스          | 46          | 고바야시 마사히데 | 지바 롯데 마린스           | 29          |
| 2006 | 이와세 히토키     | 주니치 드래건스          | 40          | MICHEAL           | 홋카이도 닛폰햄 파이터스   | 39          |
| 2007 | 후지카와 규지     | 한신 타이거스            | 46          | 마하라 다카히로   | 후쿠오카 소프트뱅크 호크스 | 38          |
| 2008 | 마크 크룬         | 요미우리 자이언츠        | 41          | 가토 다이스케     | 오릭스 버펄로스            | 33          |
| 2009 | 이와세 히토키     | 주니치 드래건스          | 41          | 다케다 히사시     | 홋카이도 닛폰햄 파이터스   | 34          |
| 2010 | 이와세 히토키     | 주니치 드래건스          | 42          | 브라이언 시코스키 | 사이타마 세이부 라이온스   | 33          |
| 2011 | 후지카와 규지     | 한신 타이거스            | 41          | 다케다 히사시     | 홋카이도 닛폰햄 파이터스   | 37          |
| 2012 | 토니 바넷         | 도쿄 야쿠르트 스왈로스   | 33          | 다케다 히사시     | 홋카이도 닛폰햄 파이터스   | 32          |
| 2012 | 이와세 히토키     | 주니치 드래건스          | 33          | 다케다 히사시     | 홋카이도 닛폰햄 파이터스   | 32          |
| 2013 | 니시무라 겐타로   | 요미우리 자이언츠        | 42          | 마스다 나오야     | 지바 롯데 마린스           | 33          |
| 2014 | 오승환            | 한신 타이거스            | 39          | 히라노 요시히사   | 오릭스 버펄로스            | 40          |
| 2015 | 토니 바넷         | 도쿄 야쿠르트 스왈로스   | 41          | 데니스 사파테     | 후쿠오카 소프트뱅크 호크스 | 41          |
| 2015 | 오승환            | 한신 타이거스            | 41          | 데니스 사파테     | 후쿠오카 소프트뱅크 호크스 | 41          |
| 2016 | 사와무라 히로카즈 | 요미우리 자이언츠        | 37          | 데니스 사파테     | 후쿠오카 소프트뱅크 호크스 | 43          |
| 2017 | 라파엘 도리스     | 한신 타이거스            | 37          | 데니스 사파테     | 후쿠오카 소프트뱅크 호크스 | 54          |
| 2018 | 야마사키 야스아키 | 요코하마 DeNA 베이스타스 | 37          | 모리 유이토       | 후쿠오카 소프트뱅크 호크스 | 37          |
| 2019 | 야마사키 야스아키 | 요코하마 DeNA 베이스타스 | 30          | 마쓰이 유키       | 도호쿠 라쿠텐 골든이글스   | 38          |
| 2020 | 로베르토 수아레스 | 한신 타이거스            | 25          | 마스다 다쓰시     | 사이타마 세이부 라이온스   | 33          |
| 2021 | 로베르토 수아레스 | 한신 타이거스            | 42          | 마스다 나오야     | 지바 롯데 마린스           | 38          |
| 2022 | 라이델 마르티네스 | 주니치 드래건스          | 39          | 마쓰이 유키       | 도호쿠 라쿠텐 골든이글스   | 32          |
| 2023 | 이와자키 스구루   | 한신 타이거스            | 35          | 마쓰이 유키       | 도호쿠 라쿠텐 골든이글스   | 39          |
| 2024 | 라이델 마르티네스 | 주니치 드래건스          | 43          | 노리모토 다카히로 | 도호쿠 라쿠텐 골든이글스   | 32          |

- 굵은 글씨는 리그 기록.
- 붉은색 글씨는 NPB 역대 최고 성적

### 연도별 최다 세이브 투수 (1976년~2004년)
아래는 연도별 최다 세이브(구원 승리를 제외)를 기록한 투수들을 1976년(퍼시픽 리그는 1977년)부터 2004년까지 나열한 것이며 최우수 구원 투수 타이틀을 차지한 수상자와 일치하지 않는 경우도 있다(아래 표에서 파란색으로 표시된 부분은 타이틀로 인정받지 않은 예).
| 연도 | 센트럴 리그       | 센트럴 리그            | 센트럴 리그 | 퍼시픽 리그       | 퍼시픽 리그              | 퍼시픽 리그 |
| 연도 | 성명              | 소속                   | 세이브      | 성명              | 소속                     | 세이브      |
| ---- | ----------------- | ---------------------- | ----------- | ----------------- | ------------------------ | ----------- |
| 1976 | 스즈키 다카마사   | 주니치 드래건스        | 26          |                   |                          |             |
| 1977 | 니우라 히사오     | 요미우리 자이언츠      | 9           | 에나쓰 유타카     | 난카이 호크스            | 19          |
| 1977 | 스즈키 다카마사   | 주니치 드래건스        | 9           | 에나쓰 유타카     | 난카이 호크스            | 19          |
| 1977 | 야마모토 가즈유키 | 한신 타이거스          | 9           | 에나쓰 유타카     | 난카이 호크스            | 19          |
| 1978 | 니우라 히사오     | 요미우리 자이언츠      | 15          | 야마구치 다카시   | 한큐 브레이브스          | 14          |
| 1979 | 에나쓰 유타카     | 히로시마 도요 카프     | 22          | 가네시로 모토야스 | 난카이 호크스            | 16          |
| 1980 | 에나쓰 유타카     | 히로시마 도요 카프     | 21          | 구라모치 아키라   | 롯데 오리온스            | 18          |
| 1981 | 스미 미쓰오       | 요미우리 자이언츠      | 20          | 에나쓰 유타카     | 닛폰햄 파이터스          | 25          |
| 1982 | 사이토 아키오     | 요코하마 다이요 웨일스 | 30          | 에나쓰 유타카     | 닛폰햄 파이터스          | 29          |
| 1983 | 사이토 아키오     | 요코하마 다이요 웨일스 | 22          | 모리 시게카즈     | 세이부 라이온스          | 34          |
| 1983 | 사이토 아키오     | 요코하마 다이요 웨일스 | 22          | 에나쓰 유타카     | 닛폰햄 파이터스          | 34          |
| 1984 | 우시지마 가즈히코 | 주니치 드래건스        | 29          | 스즈키 야스지로   | 긴테쓰 버펄로스          | 18          |
| 1985 | 나카니시 기요오키 | 한신 타이거스          | 19          | 스즈키 야스지로   | 긴테쓰 버펄로스          | 12          |
| 1986 | 사이토 아키오     | 요코하마 다이요 웨일스 | 23          | 이시모토 요시아키 | 긴테쓰 버펄로스          | 32          |
| 1987 | 가쿠 겐지         | 주니치 드래건스        | 26          | 우시지마 가즈히코 | 롯데 오리온스            | 24          |
| 1988 | 가쿠 겐지         | 주니치 드래건스        | 37          | 우시지마 가즈히코 | 롯데 오리온스            | 25          |
| 1989 | 쓰다 쓰네미       | 히로시마 도요 카프     | 28          | 이노우에 유지     | 후쿠오카 다이에 호크스   | 21          |
| 1990 | 요다 쓰요시       | 주니치 드래건스        | 31          | 가토리 요시타카   | 세이부 라이온스          | 24          |
| 1991 | 오노 유타카       | 히로시마 도요 카프     | 26          | 다케다 가즈히로   | 닛폰햄 파이터스          | 18          |
| 1992 | 오노 유타카       | 히로시마 도요 카프     | 26          | 아카호리 모토유키 | 긴테쓰 버펄로스          | 22          |
| 1993 | 이시게 히로시     | 요미우리 자이언츠      | 30          | 아카호리 모토유키 | 긴테쓰 버펄로스          | 26          |
| 1994 | 이시게 히로시     | 요미우리 자이언츠      | 19          | 아카호리 모토유키 | 긴테쓰 버펄로스          | 24          |
| 1994 | 다카쓰 신고       | 야쿠르트 스왈로스      | 19          | 아카호리 모토유키 | 긴테쓰 버펄로스          | 24          |
| 1995 | 사사키 가즈히로   | 요코하마 베이스타스    | 32          | 히라이 마사후미   | 오릭스 블루웨이브        | 27          |
| 1996 | 사사키 가즈히로   | 요코하마 베이스타스    | 25          | 나리모토 도시히데 | 지바 롯데 마린스         | 23          |
| 1997 | 사사키 가즈히로   | 요코하마 베이스타스    | 38          | 가와모토 야스유키 | 지바 롯데 마린스         | 25          |
| 1997 | 선동열            | 주니치 드래건스        | 38          | 가와모토 야스유키 | 지바 롯데 마린스         | 25          |
| 1998 | 사사키 가즈히로   | 요코하마 베이스타스    | 45          | 오쓰카 아키노리   | 긴테쓰 버펄로스          | 35          |
| 1999 | 다카쓰 신고       | 야쿠르트 스왈로스      | 30          | 브라이언 워런     | 지바 롯데 마린스         | 30          |
| 2000 | 에디 겔러드       | 주니치 드래건스        | 35          | 로드니 페드라자   | 후쿠오카 다이에 호크스   | 35          |
| 2001 | 다카쓰 신고       | 야쿠르트 스왈로스      | 37          | 로드니 페드라자   | 후쿠오카 다이에 호크스   | 34          |
| 2002 | 에디 겔러드       | 주니치 드래건스        | 34          | 도요다 기요시     | 세이부 라이온스          | 38          |
| 2003 | 다카쓰 신고       | 야쿠르트 스왈로스      | 34          | 도요다 기요시     | 세이부 라이온스          | 38          |
| 2004 | 이가라시 료타     | 야쿠르트 스왈로스      | 37          | 미세 고지         | 후쿠오카 다이에 호크스   | 28          |
| 2004 | 이가라시 료타     | 야쿠르트 스왈로스      | 37          | 요코야마 유키야   | 홋카이도 닛폰햄 파이터스 | 28          |

## 주요 기록

### 여러 차례 수상자
- 굵은 글씨: 현역 선수
- 해당 항목 기준은 3회 이상

| 선수              | 횟 수 | 연도                         |
| ----------------- | ----- | ---------------------------- |
| 에나쓰 유타카     | 5     | 1977, 1979, 1980, 1981, 1982 |
| 아카호리 모토유키 | 5     | 1992, 1993, 1994, 1996, 1997 |
| 사사키 가즈히로   | 5     | 1992, 1995, 1996, 1997, 1998 |
| 이와세 히토키     | 5     | 2005, 2006, 2009, 2010, 2012 |
| 다카쓰 신고       | 4     | 1994, 1999, 2001, 2003       |
| 스즈키 다카마사   | 3     | 1975, 1976, 1977             |
| 다케다 히사시     | 3     | 2009, 2011, 2012             |
| 데니스 사파테     | 3     | 2015, 2016, 2017             |
| 마쓰이 유키       | 3     | 2019, 2022, 2023             |

### 그 외의 기록
- 세이브에 관한 기록
  - 센트럴 리그 최다 세이브 : 46세이브 → 이와세 히토키(2005년), 후지카와 규지(2007년)
  - 퍼시픽 리그 최다 세이브 : 54세이브 → 데니스 사파테(2017년)
  - 센트럴 리그 최소 세이브 : 9세이브 → 니우라 히사오, 스즈키 다카마사, 야마모토 가즈유키(1977년)
  - 퍼시픽 리그 최소 세이브 : 12세이브 → 스즈키 야스지로(1985년)
- 양대 리그 수상자
  - 에나쓰 유타카(퍼시픽: 1977, 1981, 1982 / 센트럴: 1979, 1980)

## 같이 보기
- KBO 세이브상
- 구원 투수